# Okrug Partizánske
Okrug Partizánske (slovački: Okres Partizánske) nalazi se u zapadnoj Slovačkoj u  Trenčínskom kraju, u okrugu živi 43 201 stanovnika, dok je gustoća naseljenosti 143,51 stan/km². Ukupna površina okruga je 301,01 km². Glavni grad okruga Partizánske je istoimeni grad Partizánske s 20 338 stanovnika.

## Stanovništvo
| Godina:     | 1994.  | 2004.   | 2014.   | 2024.   |
| ----------- | ------ | ------- | ------- | ------- |
| Broj ljudi: | 48 469 | 47 573  | 46 462  | 43 201  |
| Razlika:    |        | −1,84 % | −2,33 % | −7,01 % |

| Godina:     | 2023.  | 2024.   |
| ----------- | ------ | ------- |
| Broj ljudi: | 43 509 | 43 201  |
| Razlika:    |        | −0,70 % |

## Gradovi
- Partizánske

## Općine
- Bošany
- Brodzany
- Hradište
- Chynorany
- Ješkova Ves
- Klátova Nová Ves
- Kolačno
- Krásno
- Livina
- Livinské Opatovce
- Malé Kršteňany
- Malé Uherce
- Nadlice
- Nedanovce
- Ostratice
- Pažiť
- Skačany
- Turčianky
- Veľké Kršteňany
- Veľké Uherce
- Veľký Klíž
- Žabokreky nad Nitrou